# Кубок Польщі з футболу 2005—2006
Кубок Польщі з футболу 2005–2006 — 52-й розіграш кубкового футбольного турніру в Польщі. Титул вперше здобула Вісла (Плоцьк).

## Календар
| Раунд            | Дата                               | Матчі | Клуби   |
| ---------------- | ---------------------------------- | ----- | ------- |
| Попередній раунд | 2 серпня 2005                      | 16    | 63 → 47 |
| Перший раунд     | 9-30 серпня 2005                   | 16    | 47 → 31 |
| Другий раунд     | 20 вересня - 26 жовтня 2005        | 30    | 31 → 16 |
| 1/8 фіналу       | 8-30 листопада 2005                | 16    | 16 → 8  |
| 1/4 фіналу       | 22 листопада 2005 - 4 березня 2006 | 8     | 8 → 4   |
| 1/2 фіналу       | 14-22 березня 2006                 | 4     | 4 → 2   |
| Фінал            | 26 квітня - 3 травня 2006          | 2     | 2 → 1   |

## Попередній раунд
| Команда 1                      | Рахунок | Команда 2                   |
| ------------------------------ | ------- | --------------------------- |
| 2 серпня 2005                  |         |                             |
| Супраслянка (Супрасль)         | 1:3     | ОКС Стоміл (Ольштин)        |
| Мазовше (Плоцьк)               | 1:0     | Омега (Клещув)              |
| Варта (Серадз)                 | 3:1     | Ягеллонія-2 (Білосток)      |
| Дрвенца (Нове-Място-Любавське) | 1:0     | Корона (Остроленка)         |
| Вєжиця (Пельплін)              | 5:1     | Бжишко-Рол (Бжишкожиштевко) |
| Тур (Турек)                    | 5:2     | Полонія (Гданськ)           |
| Флота (Свіноуйсьце)            | 2:1     | Промень (Опалениця)         |
| Арка (Нова Суль)               | 2:0 дч  | Гурник/Заглембе (Валбжих)   |
| Ниса (Зґожелець)               | 2:1     | БСК Сталь (Бельсько-Бяла)   |
| ГКС (Тихи)                     | 0:1     | ЛКС Поборшув                |
| Верна (Малоґощ)                | 1:0     | Ґлиник/Карпатія (Горлиці)   |
| Тлокі (Ґожице)                 | 4:1     | ГКС Новіни                  |
| Гетьман (Замостя)              | 2:1     | Журав'янка (Журавиця)       |
| Окоцимський (Бжеско)           | 5:1     | Гурник-2 (Ленчна)           |
| Одра (Ополе)                   | +:-     | Промень (Жари)              |
| Унія (Яніково)                 | +:-     | Слава (Славно)              |

## Перший раунд
| Команда 1                      | Рахунок      | Команда 2                       |
| ------------------------------ | ------------ | ------------------------------- |
| 9 серпня 2005                  |              |                                 |
| Тур (Турек)                    | 5:2          | Арка (Гдиня)                    |
| Варта (Серадз)                 | 3:1          | Відзев (Лодзь)                  |
| Флота (Свіноуйсьце)            | 1:3 дч       | Подбескідзе                     |
| Ниса (Зґожелець)               | 1:3          | Заглембє (Сосновець)            |
| ЛКС Поборшув                   | 0:2          | Куяв'як (Влоцлавек)             |
| Арка (Нова Суль)               | 0:3          | КСЗО (Островець-Свентокшиський) |
| Гетьман (Замостя)              | 2:1          | Світ (Новий-Двір-Мазовецький)   |
| Верна (Малоґощ)                | 1:0          | Гурник (Польковіце)             |
| Дрвенца (Нове-Място-Любавське) | 2:1          | П'яст (Глівіце)                 |
| Окоцимський (Бжеско)           | 4:2 дч       | Рух (Хожув)                     |
| ОКС Стоміл (Ольштин)           | 4:2          | Щаковянка (Явожно)              |
| Вєжиця (Пельплін)              | 0:4          | Радомяк (Радом)                 |
| Тлокі (Ґожице)                 | 4:1          | МКС Млава                       |
| Мазовше (Плоцьк)               | +:-          | РКС (Радомсько)                 |
| 10 серпня 2005                 |              |                                 |
| Унія (Яніково)                 | 1:1 пен. 4:5 | ЛКС (Лодзь)                     |
| 30 серпня 2005                 |              |                                 |
| Одра (Ополе)                   | 0:0 пен. 2:4 | Ягеллонія (Білосток)            |

## Другий раунд
Команда Гетьман (Замостя) пройшла до наступного раунду після жеребкування.
| Команда 1                       | Заг.    | Команда 2                              | 1-й матч | 2-й матч |
| ------------------------------- | ------- | -------------------------------------- | -------- | -------- |
| 20 вересня/25 жовтня 2005       |         |                                        |          |          |
| ГКС (Белхатув)                  | 0:2     | Подбескідзе                            | 0:1      | 0:1      |
| Краковія                        | 0:2     | Куяв'як (Влоцлавек)                    | 0:0      | 0:2      |
| ЛКС (Лодзь)                     | 2:6     | Погонь (Щецин)                         | 1:4      | 1:2      |
| Одра (Водзіслав-Шльонський)     | 7:1     | Заглембє (Сосновець)                   | 4:1      | 3:0      |
| 20 вересня/26 жовтня 2005       |         |                                        |          |          |
| Варта (Серадз)                  | 0:7     | Вісла (Плоцьк)                         | 0:2      | 0:5      |
| Верна (Малоґощ)                 | 1:4     | Заглембє (Любін)                       | 1:1      | 0:3      |
| КСЗО (Островець-Свентокшиський) | 1:4     | Легія (Варшава)                        | 1:2      | 0:2      |
| 21 вересня/25 жовтня 2005       |         |                                        |          |          |
| ОКС Стоміл (Ольштин)            | 1:11    | Дискоболія (Гродзиськ-Великопольський) | 1:6      | 0:5      |
| Окоцимський (Бжеско)            | 4:7     | Лех (Познань)                          | 3:3      | 1:4      |
| Ягеллонія (Білосток)            | 2:2 (ч) | Гурник (Ленчна)                        | 1:0      | 1:2 дч   |
| 21 вересня/26 жовтня 2005       |         |                                        |          |          |
| Мазовше (Плоцьк)                | 0:6     | Корона (Кельце)                        | 0:3      | 0:3      |
| Тлокі (Ґожице)                  | 0:6     | Вісла (Краків)                         | 0:3      | 0:3      |
| Дрвенца (Нове-Място-Любавське)  | 0:6     | Аміка (Вронкі)                         | 0:3      | 0:3      |
| Гурник (Забже)                  | 0:4     | Радомяк (Радом)                        | 0:1      | 0:3      |
| 27 вересня/25 жовтня 2005       |         |                                        |          |          |
| Полонія (Варшава)               | 2:1     | Тур (Турек)                            | 2:0      | 0:1      |

## 1/8 фіналу
| Команда 1                              | Заг.    | Команда 2                   | 1-й матч | 2-й матч |
| -------------------------------------- | ------- | --------------------------- | -------- | -------- |
| 8/23 листопада 2005                    |         |                             |          |          |
| Вісла (Плоцьк)                         | 3:0     | Подбескідзе                 | 3:0      | 0:0      |
| 8/29 листопада 2005                    |         |                             |          |          |
| Ягеллонія (Білосток)                   | 4:5     | Полонія (Варшава)           | 1:3      | 3:2      |
| 8/30 листопада 2005                    |         |                             |          |          |
| Заглембє (Любін)                       | 2:1     | Вісла (Краків)              | 1:1      | 1:0      |
| 9/15 листопада 2005                    |         |                             |          |          |
| Аміка (Вронкі)                         | 2:3     | Одра (Водзіслав-Шльонський) | 0:0      | 2:3      |
| 9/16 листопада 2005                    |         |                             |          |          |
| Лех (Познань)                          | 4:0     | Радомяк (Радом)             | 2:0      | 2:0      |
| 9/22 листопада 2005                    |         |                             |          |          |
| Куяв'як (Влоцлавек)                    | 2:2 (ч) | Погонь (Щецин)              | 1:0      | 1:2      |
| 10/23 листопада 2005                   |         |                             |          |          |
| Дискоболія (Гродзиськ-Великопольський) | 3:4     | Корона (Кельце)             | 2:2      | 1:2      |
| 11/23 листопада 2005                   |         |                             |          |          |
| Гетьман (Замостя)                      | 0:10    | Легія (Варшава)             | 0:4      | 0:6      |

## 1/4 фіналу
| Команда 1                        | Заг. | Команда 2                   | 1-й матч | 2-й матч |
| -------------------------------- | ---- | --------------------------- | -------- | -------- |
| 22/29 листопада 2005             |      |                             |          |          |
| Лех (Познань)                    | 1:0  | Одра (Водзіслав-Шльонський) | 1:0      | 0:0      |
| 29 листопада/6 грудня 2005       |      |                             |          |          |
| Вісла (Плоцьк)                   | 2:1  | Куяв'як (Влоцлавек)         | 1:0      | 1:1 дч   |
| 30 листопада 2005/7 березня 2006 |      |                             |          |          |
| Легія (Варшава)                  | 2:3  | Корона (Кельце)             | 2:0      | 0:3 дч   |
| 13/18 грудня 2005                |      |                             |          |          |
| Заглембє (Любін)                 | 3:1  | Полонія (Варшава)           | 0:1      | 3:0      |

## 1/2 фіналу
| Команда 1          | Заг. | Команда 2       | 1-й матч | 2-й матч |
| ------------------ | ---- | --------------- | -------- | -------- |
| 14/21 березня 2006 |      |                 |          |          |
| Заглембє (Любін)   | 2:0  | Корона (Кельце) | 2:0      | 0:0      |
| 15/22 березня 2006 |      |                 |          |          |
| Вісла (Плоцьк)     | 1:0  | Лех (Познань)   | 0:0      | 1:0      |

## Фінал
| Команда 1               | Заг. | Команда 2      | 1-й матч | 2-й матч |
| ----------------------- | ---- | -------------- | -------- | -------- |
| 26 квітня/3 травня 2006 |      |                |          |          |
| Заглембє (Любін)        | 3:6  | Вісла (Плоцьк) | 2:3      | 1:3      |

### Перший матч
| 26 квітня 2006 |

| Заглембє (Любін)         | 2:3      | Вісла (Плоцьк)           |
| ------------------------ | -------- | ------------------------ |
| Яцкевич 63' Арболеда 77' | Протокол | Єлень 1', 56' Белада 77' |

| Стадіон Заглембє, Любін Глядачів: 8 000 Арбітр: Томаш Пацуда |

### Повторний матч
| 3 травня 2006 |

| Вісла (Плоцьк)                           | 3:1      | Заглембє (Любін) |
| ---------------------------------------- | -------- | ---------------- |
| Маґдонь 68' Геворгян 73' Трущинський 86' | Протокол | Піщек 82'        |

| Стадіон імені Казімежа Гурського, Плоцьк Глядачів: 8 520 Арбітр: Кшиштоф Слупик |